# یاکوب اهلمن
یاکوب اهلمن (انگلیسی: Jakob Ahlmann؛ زادهٔ ۱۸ ژانویهٔ ۱۹۹۱) بازیکن فوتبال اهل دانمارک است که در پست مدافع چپ برای اوبی در سوپر لیگ دانمارک بازی می‌کند.
وی همچنین در تیم‌های ملی فوتبال زیر ۱۷ سال دانمارک, زیر ۱۸ سال دانمارک, زیر ۱۹ سال دانمارک، زیر ۲۱ سال دانمارک، و دانمارک بازی کرده‌است.